# Контракт века (фильм)
«Контра́кт ве́ка» — двухсерийный художественный фильм.

## Сюжет
1981—1982 год. Фильм рассказывает о строительстве магистрального газопровода Уренгой — Помары — Ужгород. Советская делегация во главе с товарищем Бессоновым (Олег Борисов) прибыла в Дюссельдорф для заключения контракта «газ-трубы» с банками и предприятиями ФРГ. По условиям контракта советский газ идёт в Европу, германские банки выдают кредит СССР, а германские заводы поставят в СССР оборудование (турбины) для газопровода. Такое развитие событий категорически не устраивает Соединённые Штаты и лично президента Рейгана. Агент ЦРУ Майкл Смит (Валентин Гафт) делает всё возможное и невозможное для срыва контракта, устанавливает прослушивание и запись разговоров и слежку за русскими делегатами, особенно за молодым и не в меру разговорчивым Гусевым (Николай Караченцов), но терпит неудачу. Переговоры продолжаются успешно.
Вторая серия фильма начинается с диалога директора завода авиационных турбин и специалиста газовой отрасли Фетисова. Директор (патриот России) является противником продажи энергоресурсов за границу. Фетисов же пытается убедить его в выгоде от своевременной международной торговли углеводородным топливом. «Да через 500 лет будут другие виды энергии и мы будем сидеть на газовой подушке, которая никому не пригодится. Надо сегодня, сейчас, использовать то, что завтра в таком количестве не будет нужным», — говорит он. Американская администрация и президент Рейган решают начать эмбарго на поставки оборудования для газопровода, в частности турбин для насосных станций. Германская сторона отказывается идти на поводу у США. В итоге агент Смит организовывает, при помощи итальянской мафии, убийство прогрессивного промышленника ФРГ Штиллике. Советская делегация организовывает пресс-конференцию, где раскрывает роль Смита. В СССР удаётся разработать подход для замены германского оборудования. По предложению Фетисова, в качестве турбин будут использоваться авиационные двигатели. Контракт удаётся выполнить в срок. Концовка картины совпадает с её началом. Фетисов везёт на Уренгой делегацию западных журналистов.
События, происходящие за границами Советского Союза, чередуются с кадрами производственных совещаний и съёмками строительства газопровода. Завершается фильм закадровым голосом, зачитывающим статистические данные о протяжённости газопровода, его стоимости, сроках строительства, эффективности советских турбин.

## В ролях
- Владимир Гостюхин — Иван Степанович Фетисов, специалист по энергетическим установкам, вдовец («жена погибла два года назад при взрыве бомбы[англ.] на улице в Лондоне»)
- Николай Караченцов — Николай Петрович Гусев
- Олег Борисов — Андрей Бессонов, глава советской делегации
- Вадим Яковлев — Ордынцев, сотрудник КГБ
- Ольгерт Кродерс — Штилике, президент концерна «Манфорд»
- Элле Кулль — Элен Штилике
- Валентин Гафт — агент ЦРУ Смит
- Лембит Ульфсак — Поль, помощник Смита
- Артём Иноземцев — Дмитрий Сергеевич, директор завода авиатурбин
- Лаймонас Норейка — Василий Журавлёв, торговый представитель СССР в ФРГ
- Витаутас Канцлерис — Штольц, президент национального банка ФРГ
- Юрий Гусев — Олег Ерофеев
- Сергей Заморев — Виктор Шумаков
- Евгения Добровольская — Катя, дочь Фетисова
- Калью Комиссаров — фотограф Кларк
- Алексей Преснецов — Борис Егорович, министр строительства предприятий нефтяной и газовой промышленности (прототип Борис Щербина)

## Съёмочная группа
- Авторы сценария: Эдуард Володарский, Василий Чичков
- Режиссёр: Александр Муратов
- Оператор: Константин Рыжов
- Композитор: Александр Михайлов
- Художник: Евгений Гуков